# Colville Young
Sir Colville Norbert Young (Belize City, 20 novembre 1932) è un politico beliziano.
Dal 1993 al 2021 è stato il governatore generale del Belize.

## Biografia
Sir Colville Young ha studiato al St. Michael's College di Belize City (ora parte della Cattedrale Anglicana College (ACC), e non deve essere confuso con l'istituzione oggi nota come Maud Williams High School), e ha conseguito una laurea in inglese all'Università delle Indie Occidentali Mona Campus, in Giamaica, prima del suo dottorato in linguistica all'Università di York, in Inghilterra. Young era un Fulbright Scholar ed è membro dei Maestri caraibici dell'associazione inglese e della Società linguistica caraibica. Nel 1960 Young era un membro del partito indipendentista beliziano.
Insieme al futuro primo ministro Manuel Esquivel, Young è stato uno dei membri fondatori del partito liberale, un partito politico pro-business di breve durata che alla fine è diventato una parte del Partito democratico unito (UDP). Successivamente Young si è interessato allo sviluppo del Belize nel mondo accademico e nell'istruzione, e dopo il ritorno dall'Inghilterra cominciarono a cercare di avanzare la nazione al riguardo. Alla fine del 1980, Young divenne presidente della University College del Belize, uno dei cinque istituti principali dell'Università del Belize, ed è stato uno dei suoi docenti di più alto livello.

## Governatore Generale del Belize (1993-2021)
Young divenne governatore generale del Belize poco dopo che l'UDP (United Democratic Party) sotto il primo ministro Manuel Esquivel aveva riacquistato potere nelle elezioni del 1993. Egli è il più longevo governatore generale di tutti i tempi nel commonwealth. Young è attivo nella creazione e il mantenimento di relazioni con i dignitari stranieri e paesi. Risulta attivo anche all'interno della comunità più ampia in Belize, in particolare in materia di istruzione e formazione degli insegnanti.
Nel 2017, diversi profili di Facebook falsi e non autorizzati sono stati creati sotto il falso nome di "Colville Young". I cittadini sono stati avvertiti di non interagire con i profili di tutte le comunicazioni da parte del governatore è condivisa dal governo dell'Ufficio Stampa del Belize.